# Elizabeth Hesselblad
Maria Elizabeth Hesselblad (o María Isabel Hesselblad) (4 de junio de 1870-24 de abril de 1957) fue una enfermera sueca que se convirtió a la Iglesia católica y fundó una nueva forma de vida religiosa conocida como las Hermanas Brigidinas.
Beatificada por el papa Juan Pablo II el 9 de abril del año 2000, el papa Francisco la canonizó el 5 de junio del 2016.

## Biografía

### Primeros años y conversión
Fue la quinta de trece hijos del matrimonio formado por August Robert Hesselblad y Cajsa Pettesdotter Dag, una familia luterana de Fåglavik en la Provincia de Västra Götaland.
Para 1886 tuvo que empezar a trabajar para ayudar en los gastos familiares. Al principio buscó trabajo en Suecia, pero eventualmente emigró a los Estados Unidos de América en 1888, donde estudió enfermería en el Hospital Roosevelt de Nueva York. Allí hizo labor como enfermera a domicilio, lo cual la puso en contacto con la fe católica de muchos de los pobres a los que atendía. Se interesó por dicha fe y, el 15 de agosto recibió el bautismo condicional de un sacerdote jesuita, Giovanni Hagen, en la capilla de la Escuela Preparatoria de la Visitación en Georgetown, Washington D. C.

### Vida religiosa
Hesselblad peregrine entonces a Roma, donde recibió el sacramento de la Confirmación. Visitó también la casa de Santa Brígida de Suecia, donde la santa medieval había permanecido la última parte de su vida, lo cual le causó una gran impresión. En ese punto, se sintió llamada a dedicar su vida a la Unidad de los cristianos. Retornó brevemente a Nueva York, para regresar a Roma de inmediato, donde, el 25 de marzo de 1904 fue recibida como huésped por las religiosas del monasterio Carmelita de Roma. Solicitó a la Santa Sede permiso para hacer los votos monásticos bajo la regla de la orden que Brígida había fundado, la cual había tenido una presencia prominente en la Iglesia en Suecia antes de que la Reforma Protestante se asentara en el país. Recibió permiso especial del papa Pío X en 1906, cuando adoptó el hábito religioso brigidino, incluyendo su elemento distintivo de una corona de plata.
Hesselblad intentó revivir el interés tanto por la orden, como por su fundadora, tanto en Suecia como en Roma, con el propósito de establecer un monasterio de la Orden en el sitio donde Brígida había vivido, sin embargo no tuvo voluntarias de los pocos monasterios brigidinos que aún existían. Renunció entonces a la intención de seguir el camino de vida ya establecido para la Orden, propuso uno nuevo que incluyera el cuidado de los enfermos. Con este fin, se le unieron dos jóvenes inglesas, Maria Caterina Flanagan y Maria Riccarda Beauchamp Hambrough, a quienes recibió el 9 de noviembre de 1911, con las cuales se estableció la nueva congregación. Su misión particular era la oración y el trabajo, especialmente por la unidad de los cristianos escandinavos con la Iglesia Católica.
María Elizabeth Hesselblad regresó a su patria en 1923, donde pudo establecer una comunidad en Djursholm y trabajar atendiendo a los enfermos pobres. La nueva congregación creció y hubo varias fundaciones en los siguientes años. En 1931, obtuvo la casa de Santa Brígida en Roma para su nueva congregación. Se hizo una nueva fundación en la India en 1937, la cual acercó nuevas miembros.
Durante la Segunda Guerra Mundial se dedicó a trabajar a favor del pueblo romano y principalmente a ofrecer refugio a varias familias de judíos perseguidos ;  también trabajó en el diálogo interreligioso y contra el racismo y se le conoció como “la segunda Brígida”.

### Muerte
Muere en la Casa de Santa Brígida el 24 de abril de 1957, ofreciendo su vida para unir a Suecia y Roma.

## Canonización

### Proceso y beatificación
El proceso de canonización comenzó en Roma en 1987 y concluyó su trabajo en 1990. Durante este período, la Congregación para las Causas de los Santos aprobó la causa y le concedió el título de Siervo de Dios el 4 de febrero de 1988.
El proceso diocesano fue ratificado el 21 de junio de 1991, con lo cual se permitió la presentación de la Positio a Roma para su continuación. El papa Juan Pablo II la proclamó Venerable el 26 de marzo de 1999, después de reconocer que había vivido las virtudes de la vida cristiana en grado heroico.
El milagro necesario para su beatificación fue investigado en 1996 y recibió la ratificación el 17 de octubre de 1998. El papa lo aprobó en el año 2000, procediendo a su beatificación el 9 de abril del mismo año.

### Canonización
El 14 de diciembre de 2015, el papa Francisco aprobó el segundo milagro atribuido a la beata, el cual permitirá su canonización cuya fecha fue decidida en consistorio ordinario de cardenales del 15 de marzo de 2016, y se realizó el 5 de junio.

## Yad Vashem
El 2004, el Yad Vashem la reconoció como Justo entre las Naciones, debido a su trabajo de ayuda a los judíos durante la Segunda Guerra Mundial.